# Château de Monteton
Le château de Monteton a été construit à Monteton, dans le département de Lot-et-Garonne.

## Histoire
La seigneurie de Monteton est passée à la famille Digeon par le mariage en 1623 de Jeanne de Béraud, dame de Monteton, avec Charles de Digeon, sieur de Peyrières. Cette branche des Digeon porte désormais le nom de Digeon de Monteton (aussi orthographié Dijon de Monteton). La famille Digeon a été seigneur d'Autramat, de Monteton, de Péchalvet. Au moment de la Révolution existait Jean-Jacques Digeon de Monteton, marié à Suzanne de Narbonne-Pelet, dont est né Philippe Digeon de Monteton, colonel au moment de la Révolution, puis député du Lot-et-Garonne à partir de 1815. Il a fait édifier la statue d'Henri IV à Nérac
Au début du XVIIIe siècle, le Digeon de Monteton a transformé le château roman en un bâtiment plus confortable et plus conforme à l'époque. La famille était protestante. L'architecture témoigne de la vie des familles protestantes converties par nécessité après la révocation de l'Édit de Nantes en 1685 avec la présence d'un pont-levis  pour garder l'entrée du château. 
Une partie de la famille a quitté la France pour la Prusse où elle est devenue la branche allemande de la famille, les Digeon von Monteton. Ainsi la veuve  de Pierre de Digeon, la dame Anne de Briquemaut, qui a l'usufruit de ses biens, dont la seigneurie de Monteton, qui est saisie, et dont son beau-frère, Henry Digeon de Peyrières, demande qu'elle lui soit transmise. À la suite de sa  sortie du royaume, il est fait de même pour les biens de M. Digeon de Boisverdun,.
Le Digeon de Monteton a conservé le château jusqu'en 1835. Le château passe par héritage  à Léopold de Gervain qui a fait restaurer le château de Lasserre où il a résidé. Le château a été laissé à l'abandon au XXe siècle.
Restauré partiellement, il a été transformé en auberge.
Le château a été inscrit monument historique le 8 février 2008.